# Vauban (Saône-et-Loire)
Pour les articles homonymes, voir Vauban (homonymie).
Vauban est une commune française située dans le département de Saône-et-Loire, en région Bourgogne-Franche-Comté.

## Géographie
Vauban fait partie du Brionnais.

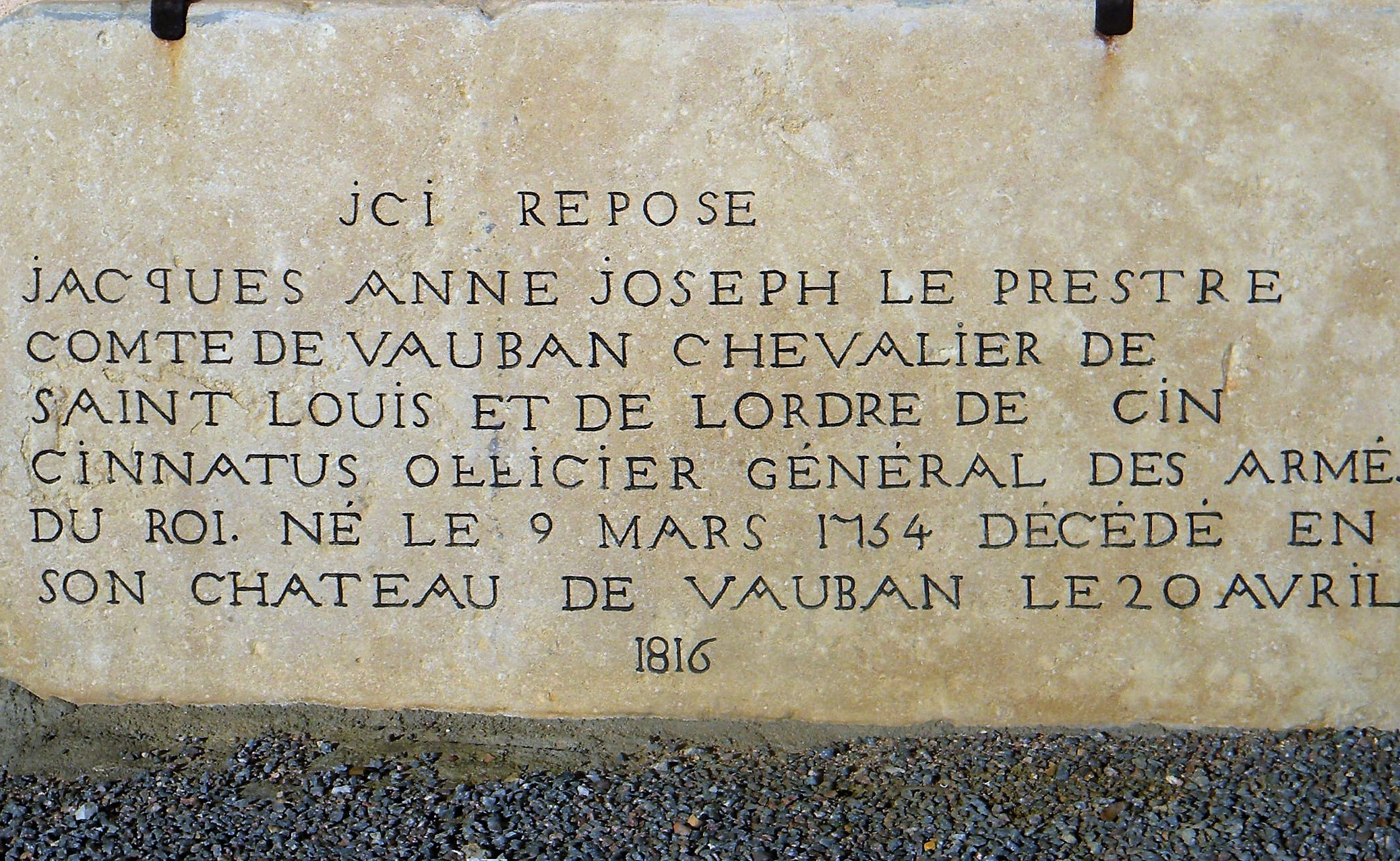
Tombe de Jacques Anne Joseph Le Prestre, comte de Vauban, église Saint-Saturnin de Vauban (Saône-et-Loire).

La commune de Vauban est située dans le département de Saône-et-Loire, l'arrondissement de Charolles et depuis 2015 dans le nouveau canton de Chauffailles considérablement agrandi. Elle relevait jusqu'alors du canton de La Clayette aujourd'hui supprimé. Sa forme générale étirée en latitude (5,70 km) présente à l'ouest une excroissance très individualisée couvrant 1/10 de la superficie globale du territoire communal et s'intercalant entre les communes de Saint-Christophe-en-Brionnais et de Ligny-en-Brionnais. Avec une superficie totale de 13,63 km2 sensiblement  égale à la moyenne des communes du Nord-Est roannais, 13 km2 et inférieure à celle de deux de ses voisines Saint-Christophe-en-Brionnais et Ligny-en-Brionnais. (respectivement 13 et 15 km2) Vauban étire son périmètre (23,3 km) sur une distance nettement plus grande (Saint-Christophe 19,2 km, Ligny 16,1 km). Avec trois de ses voisines Vauban confine sur d'importantes distances : à l'est avec Saint-Laurent-en-Brionnais sur 6,32 km, au sud-ouest avec Ligny-en-Brionnais sur 6,98 km, au nord-ouest avec Saint-Christophe-en-Brionnais sur 8,82 km. En revanche le contact avec Vareilles au nord-est et Saint-Maurice-lès-Châteauneuf est beaucoup plus court : 0,62 km avec la première, 0,56 km pour la seconde). Les limites de la commune sont très largement artificielles ; à l'est seulement sur 1,7 km le Ruisseau des Monts est le seul accident naturel caractérisé formant frontière (avec Saint-Laurent-en-Brionnais). Pour autant le territoire de Vauban s'inscrit presque entièrement dans l'interfluve ruisseau des Monts - rivière le Bezo (mis à part l'excroissance occidentale) ce qui lui confère une réelle unité.
Ce territoire correspond à la frange orientale du horst brionnais dôme ovale surbaissé ou plateau sub-horizontal qui occupe tout l'espace compris entre la Loire et le Sornin. Le relief y est modelé en creux par les petits cours d'eau qui coulent en direction du sud. Les altitudes sur les interfluves, plus basses que dans l'ouest du Brionnais, se cantonnent à un niveau à inférieur à 500 mètres (cette altitude n'est atteinte qu'au nord au dessus du village des Crots, 510 m. point culminant). Dans ces conditions les pentes sont faibles : du nord au sud la déclivité est de à 0,26 %. (26 m/km). L'altitude moyenne du territoire communal est de 424 mètres, le point le plus bas - 377 m - correspond à l'aval du Ruisseau des Monts dans la commune. Dans le cas précis de la commune de Vauban on observe d'ailleurs une double déclivité l'une, principale, du nord au sud conforme à la pente générale du bombement brionnais et une autre plus locale liée à la présence de la rivière le Bezo affluent du Sornin coulant justement vers le sud mais dont le talweg est suffisamment enfoncé dans le plateau pour attirer vers l'ouest la presque totalité des eaux courantes de la commune. Le petit compartiment de 1,5 km2 qui s'étend à l'ouest du Bezo se distingue par le fait que la pente générale s'y incline au contraire d'ouest en est.
Le système hydrographique n'est représenté à Vauban que par des cours d'eau qui concernent marginalement la commune et appartiennent au bassin versant du Sornin. À l'est, le ruisseau des Monts, sous-affluent du Sornin, sert de limite à la commune en face de Saint-Laurent-en-Brionnais sur 1,7 km seulement, passant sur cette distance d'une altitude de 362 m à celle de 335 m soit une pente de 16 m/km. Le Bezo, appelé à devenir en aval une rivière, n'est encore à Vauban qu'un ruisseau qui ne traverse le commune que sur 1 km à une altitude moyenne de 382 m en séparant le compartiment occidental isolé du reste du territoire municipal. Enfin tout au sud de la commune naît dans l'étang de Beauvernay (plan d'eau de 2 000 m2) à 380 m d'altitude un ruisseau qui quitte le territoire de Vauban au bout de 500 m et qui devient plus en val le ruisseau des Équetteries tributaire de Sornin. C'est le Bezo qui attire à lui la quasi-totalité des eaux courantes du territoire de Vauban qui s'écoulent au nord du bourg par des ruisselets se dirigeant vers le sud-ouest.
Le substrat géologique du territoire communal est formé de terrains secondaires calcaires, marnes, grès schistes mais qui n'apparaissent que là où l'érosion fluviatile les a dégagés, essentiellement dans le sillon du Ruisseau des Barres et accessoirement dans le fond de certains vallons du nord de la commune. Ailleurs le plateau est recouvert de larges épandages de formations d'altération ou résiduelles, qui plus à l'ouest dans le Brionnais intéressent également de vastes surfaces, mais aussi de complexes colluviaux à faciès sableux.
Précocement défriché en raison de ses qualités pédologiques cet espace est modestement boisé : 8 % seulement de sa surface est arboré soit un taux pourtant nettement supérieur à celui de ses voisines orientales (cf. Saint-Laurent-en-Brionnais 1,4 %), analogue à celui de Vareilles (6,2 %) ou de Ligny-en-Brionnais (8,9 %) communes placées dans le Brionnais dans une situation semblable mais taux très inférieur à celui de communes de l'ouest brionnais : Saint-Julien-de-Jonzy (24 %), Semur-en-Brionnais (45 %). L'ensemble des surfaces en forêts couvre 71,5 ha pour les feuillus et 2,74 ha pour les forêts mixtes. Les principaux placages forestiers se trouvent concentrés de part et d'autre du Bezo : Grand Bois sur sa rive est (0,38 km2, Bois de la Font Dolent sur sa rive ouest (0,65 km2).
Comme d'autres localités du Brionnais, Vauban est peu desservie par le réseau routier. Une route départementale en tout et pour tout traverse son territoire, la D 113 qui venant au sud de Saint-Maurice-lès-Châteauneuf traverse le bourg de la commune et se dirige au nord vers Saint-Christophe-en-Brionnais en un tronçon de 4,5 km. À titre de comparaison et pour prendre l'exemple le cas de deux communes du haut-Beaujolais, un secteur montagneux dont on pourrait supposer qu'il est plus enclavé, communes de superficie comparable à celle de Vauban, Saint-Vincent de-Reins (13,87 km2) et Belleroche (13,93 km2) le rapport kilométrage de route départementale/superficie est de 1 080 m pour la première et de 1 436 m pour la seconde quand il est de 330 m pour Vauban. À cette voirie départementale s'ajoute il est vrai 1,25 km d'un chemin communal (C 7) reliant le lieudit la Place à Vauban à Saint-Laurent-en-Brionnais.
Privilégié par rapport à bien des communes du Nord-Est roannais, Vauban a un accès aisé au chemin de fer puisque la gare. La Clayette-Baudemont se trouve à moins de 9 km. Plusieurs trains circulant dans les deux sens s'arrêtent chaque jour dans cette gare.
La ligne TGV de Paris à Marseille peut être rejointe en direction de Lyon à la gare de Mâcon-Loché distante de 64 km de Vauban ou en direction de Paris à la gare de Montchanin - Le Creusot à 78 km.
L'aéroport le plus proche, celui de Lyon-Saint-Exupéry, se trouve à 127 km de la commune.
Vauban subit naturellement l'attraction de La Clayette petite cité économiquement active et très proche (10 km) ainsi que de son chef-lieu de canton Chauffailles à peine plus éloigné (14 km). Dans un cadre spatial plus étendu Roanne distant de 34 km  et où conduit facilement la pente au sein du bassin du Sornin exerce une influence qui se fait sentir dans les domaines commercial, culturel, sanitaire ; Mâcon plus éloigné que Roanne (65 km) mais chef-lieu du département auquel appartient Vauban vient quelque peu empiéter sur la zone d'attraction de la  sous-préfecture ligérienne. La petite ville de Paray-le-Monial  bénéficie de sa relative proximité (26 km) et l'attraction de ses commerces et de son hôpital n'est pas négligeable.
Enfin, le rôle de la métropole régionale rhônalpine, Lyon, qui ne se trouve qu'à 93 km de la commune est considérable dans les habitudes sociales des Vaubanais éclipsant celui de Dijon trop éloigné - 165 km - de ce coin périphérique de l'espace bourguignon.
La commune de Vauban appartient à une région dont le paysage rural est le bocage caractérisé par une forte dispersion de l'habitat ; les écarts y sont nombreux et le bourg ne rassemble généralement qu'une fraction assez limitée de la population. Le territoire municipal est ainsi parsemé de simples écarts constitués d'un petit nombre de maisons mais aussi de hameaux groupant un nombre d'habitations plus considérable.
À Vauban, une trentaine de lieuxdits habités peuvent être mentionnés. Ce sont, dans la partie essentielle de la commune à l'est du Bezo et du nord au sud, en relation donc avec l'altitude décroissante, : les Crots, Mussy, les Places de Mussy, les Auges, En Bouzu, la Croix des Crots, les Teureaux, la Pacaudière le Grand Bois, la Reuille la Velle, le Fournet, la Place, ces deux derniers pouvant passer, étirés le long de la route départementale, pour des faubourgs du village de Vauban qui occupe une position assez centrale ; la Mornière, les Grands Prés, le Spey, la Malbrossse, la Cocardière, En Bouraillon, la Lande, En Beauvernay, Bois de la Jugnon, l'Herse et en Ronde. Seul Mussy est un écart assez étoffé pour faire figure de hameau véritable.
La partie située à l'ouest du Bezo ne réunit que la Croix de Maubeuil, Foumoux, la Chaise et Pleinecey.
Portent également des noms certains secteurs non habités comme, du nord au sud également, Prés de la Côte, les Grands Crais, Pré Perret, Pré des Vignes, le Fromental, Champ Mouton, Bon Repoux, Brosse d'Avallon le Chambon et des zones forestières comme le Taillis des Glands, le Grand Bois et le Bois de la Font Dolent mentionnés plus haut et le Bois des Chaintres.
L'INSEE ne fournit plus le nombre d'habitants agglomérés d'une commune. En 1968, à une date où le chiffre était disponible 60 personnes vivaient dans le bourg de Vauban l'ensemble de la commune étant alors peuplé de 298 habitants ; la population agglomérée au chef-lieu représentait ainsi 20 % du total. Compte tenu de l'existence aujourd'hui de nombreuses résidences secondaires dans le bourg-même  on peut estimer que la population dite « municipale » n'y est plus que d'une trentaine de personnes soit moins de 15 % du total.
L'histoire démographique de la commune présente un décalage par rapport à l'évolution de la population dans la plupart des localités rurales de la région depuis deux siècles. Cette évolution s'est déroulée ailleurs le plus souvent en trois phases ; la première couvrant la période 1800-1850 ou 1800-1875 marquée par une forte croissance de la population, la seconde généralement longue d'un siècle caractérisée par une érosion démographique importante parfois spectaculaire, la troisième qui a vu une notable reprise de la croissance depuis les plus récentes décennies.
Si les causes qui ont déterminé l'existence de plusieurs phases dans l'histoire démographique de la commune sont pour une bonne part identiques à celles qui se sont manifestées dans les campagnes de la région en général du moins n'y a t-il pas concordance avec le déroulement de cette histoire telle que décrite ci-dessus en ce qui concerne tant le nombre de phases que les dates initiales et finales et la durée de chacune d'elles.
La première moitié du XIXe siècle a certes connu à Vauban comme ailleurs une croissance de la population, d'ailleurs sinon régulière du moins continue, due au maintien d'une forte natalité au sein d'une société paysanne mais qui s'est révélée ici relativement modeste (746 hab. en 1800, 1 067 en 1866 soit seulement + 43 % en trois-quarts de siècle)).
Au cours du dernier tiers du XIXe siècle s'est déclenché l'exode rural induit par l'industrialisation des petites villes de la région demandeuses de main-d'œuvre. S'est alors amorcé un déclin de la population que les pertes humaines de la Première Guerre mondiale ont accentué (déficit de 120 personnes en dix ans) et qui s'est prolongé jusqu'à nos jours soit pendant plus d'un siècle. Vauban a connu une véritable hémorragie humaine qui lui a fait perdre près des 4/5 de ses habitants depuis un siècle et demi.
À cette histoire démographique de Vauban fait défaut une période, la plus récente, qui caractérise depuis souvent deux décennies beaucoup de localités rurales de la région, période de renouveau démographique spectaculaire dans certains cas. Il ne restait que 223 personnes dans la commune en 2017.
La régression de la part prise par l'agriculture par rapport à l'ensemble des activités économiques, phénomène commun aux campagnes de la région, est  loin d'avoir connu à Vauban l'ampleur avec laquelle elle s'est produite dans certaines communes rurales des environs. Le nombre des exploitations s'y est certes considérablement réduit au cours des dernières décennies ; il y en avait 34 en 1988, 21 en 2000, 17 en 2010, il en reste 10 actuellement. On compte ainsi dans la commune une exploitation pour 22  habitants soit une proportion plus forte que dans certaines communes environnantes (1 pour 25 à Saint-Laurent-en-Brionnais, 1 pour 45 à Vareilles, 1 pour 49 à Chassigny-sous-Dun, 1 pour 88 à La Chapelle-sous-Dun). La surface agricole utile totale - 1022 ha - est aujourd'hui supérieure à ce qu'elle était précédemment.
La pédologie et le climat expliquent la part écrasante des herbages - 960  ha - par rapport aux labours, 62 ha. Huit exploitations de la commune pratiquent l'élevage bovin et relèvent de la filière viande, avec des cheptels de race charolaise, activité conforme à la spécialité dominante dans la région. Le nombre de têtes de bétail était resté stable entre 2000 et 2010 passant de 1799 à 1782.
Les exploitations sont bien réparties sur le territoire municipal depuis le hameau de Mussy au nord, qui en rassemble deux, jusqu'à Beauvernay au sud où deux autres sont situées en passant par le bourg le Spey, la Lande et la Vesvre . A cela s'ajoute au bourg un élevage ovin et à la Malbrosse un élevage caprin.
A la Jugnon on rencontre  l'activité d'un pépiniériste.
Les travaux de la terre pour prédominants qu'ils soient à Vauban n'excluent pas les activités artisanales et de services. Ainsi est établi à la Fournet un garage de carrosserie poids lourds, à Foumoux une société fabrique des télécommandes longue distance et un électricien a son atelier au lieudit les Places de Mussy. Un infographiste est installé à la Lande et au lieudit En Ronde un artisan se consacre à la fabrication d'instruments de musique. A la Lande une étang privé constitue un parc de loisir qui fonctionne en école pêche.

### Climat
Pour des articles plus généraux, voir Climat de la Bourgogne-Franche-Comté et Climat de Saône-et-Loire.
En 2010, le climat de la commune est de type climat océanique dégradé des plaines du Centre et du Nord, selon une étude du Centre national de la recherche scientifique s'appuyant sur une série de données couvrant la période 1971-2000. En 2020, Météo-France publie une typologie des climats de la France métropolitaine dans laquelle la commune est exposée à un climat de montagne ou de marges de montagne et est dans la région climatique Centre et contreforts nord du Massif Central, caractérisée par un air sec en été et un bon ensoleillement.
Pour la période 1971-2000, la température annuelle moyenne est de 10,5 °C, avec une amplitude thermique annuelle de 16,8 °C. Le cumul annuel moyen de précipitations est de 924 mm, avec 12 jours de précipitations en janvier et 8,1 jours en juillet. Pour la période 1991-2020, la température moyenne annuelle observée sur la station météorologique de Météo-France la plus proche, « Briant », sur la commune de Briant à 7 km à vol d'oiseau, est de 11,7 °C et le cumul annuel moyen de précipitations est de 930,7 mm. 
La température maximale relevée sur cette station est de 40 °C, atteinte le 12 août 2003 ; la température minimale est de −14,7 °C, atteinte le 31 décembre 1996,,.
Les paramètres climatiques de la commune ont été estimés pour le milieu du siècle (2041-2070) selon différents scénarios d'émission de gaz à effet de serre à partir des nouvelles projections climatiques de référence DRIAS-2020. Ils sont consultables sur un site dédié publié par Météo-France en novembre 2022.

## Urbanisme

### Typologie
Au 1er janvier 2024, Vauban est catégorisée commune rurale à habitat très dispersé, selon la nouvelle grille communale de densité à sept niveaux définie par l'Insee en 2022.
Elle est située hors unité urbaine et hors attraction des villes,.

### Occupation des sols
L'occupation des sols de la commune, telle qu'elle ressort de la base de données européenne d’occupation biophysique des sols Corine Land Cover (CLC), est marquée par l'importance des territoires agricoles (92 % en 2018), une proportion sensiblement équivalente à celle de 1990 (92,1 %). La répartition détaillée en 2018 est la suivante : prairies (89,7 %), forêts (8 %), zones agricoles hétérogènes (2,4 %). L'évolution de l’occupation des sols de la commune et de ses infrastructures peut être observée sur les différentes représentations cartographiques du territoire : la carte de Cassini (XVIIIe siècle), la carte d'état-major (1820-1866) et les cartes ou photos aériennes de l'IGN pour la période actuelle (1950 à aujourd'hui).

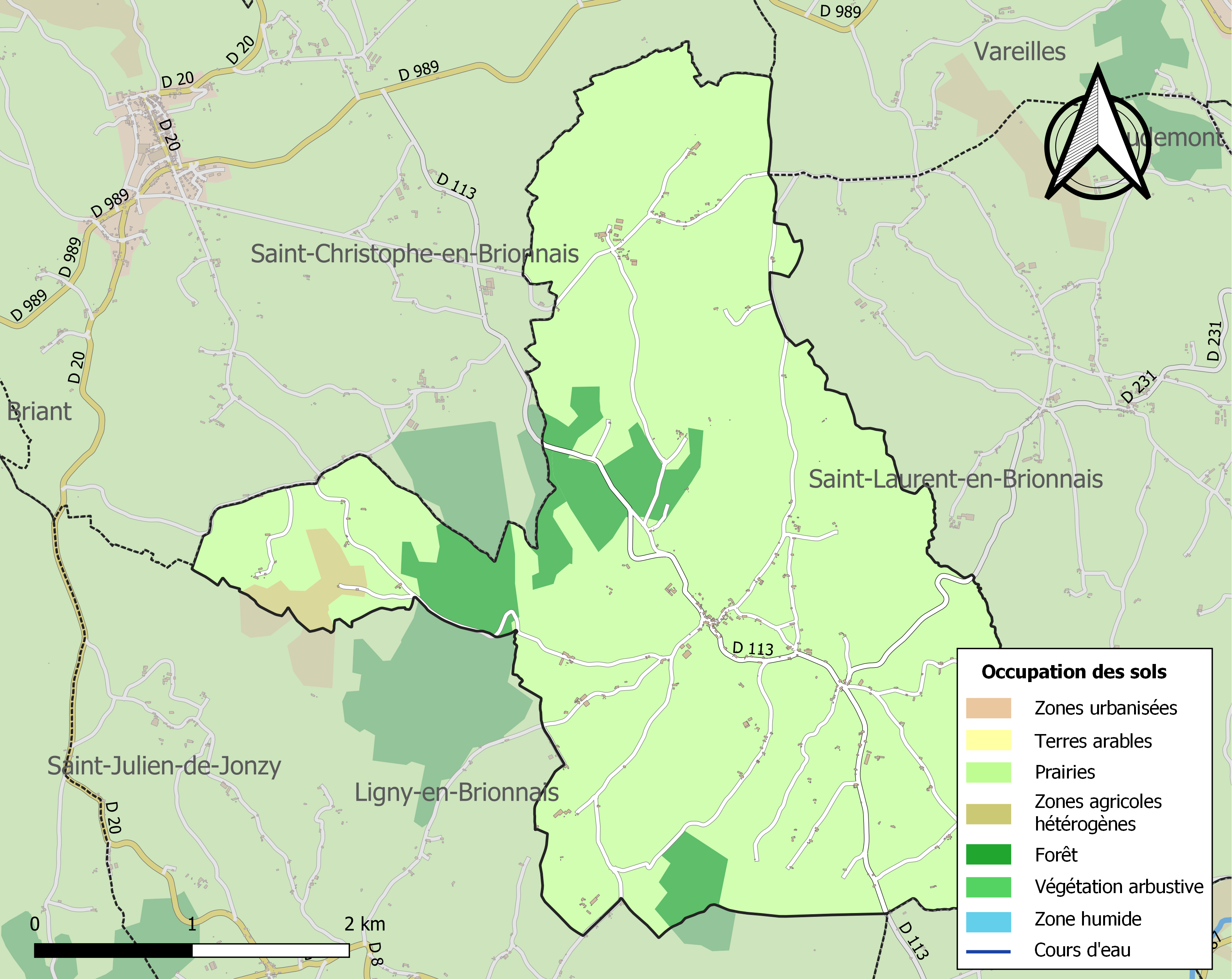
Carte des infrastructures et de l'occupation des sols de la commune en 2018 (CLC).

## Histoire
Vauban : l'étymologie signifie le val des bans. Lieu de réunion des francs libres et des nobles, à la veille de la féodalité et à son commencement. Elle était aussi le lieu où les tournois se déroulaient.

### Naissance de la paroisse
À la fin du XIe siècle, au nord de Saint Rigaud, des paysans se groupent autour d'un château, des moines construisent une petite église dédiée à saint Saturnin. Elle est consacrée par l'évêque de Mâcon, Étienne de Bagé. Ce petit village était connu sous le nom de Saint-Sernin-en-Brionnais.

### Nouveau nom de la paroisse
C'est par une ordonnance royale d'août 1725 que le nom de Saint-Sernin-en-Brionnais a été remplacé par celui de Vauban, en érigeant la seigneurie de Saint-Sernin en comté, en faveur du neveu du maréchal de Vauban, Antoine Le Prestre, qui s'était marié avec Anne Henriette de Busseul (1677 - 1752), dame de Saint-Sernin.

## Politique et administration
| Période                                  | Période  | Identité      | Étiquette | Qualité     |
| ---------------------------------------- | -------- | ------------- | --------- | ----------- |
| juin 1995                                | en cours | Henri Ducarre |           | Agriculteur |
| Les données manquantes sont à compléter. |          |               |           |             |

## Population et société

### Démographie
L'évolution du nombre d'habitants est connue à travers les recensements de la population effectués dans la commune depuis 1793. Pour les communes de moins de 10 000 habitants, une enquête de recensement portant sur toute la population est réalisée tous les cinq ans, les populations de référence des années intermédiaires étant quant à elles estimées par interpolation ou extrapolation. Pour la commune, le premier recensement exhaustif entrant dans le cadre du nouveau dispositif a été réalisé en 2008.

En 2022, la commune comptait 236 habitants, en évolution de +4,89 % par rapport à 2016 (Saône-et-Loire : −1,06 %, France hors Mayotte : +2,11 %).
| 1793 | 1800 | 1806 | 1821 | 1831 | 1836 | 1841 | 1846  | 1851  |
| ---- | ---- | ---- | ---- | ---- | ---- | ---- | ----- | ----- |
| 682  | 746  | 741  | 801  | 867  | 844  | 858  | 1 011 | 1 003 |

| 1856 | 1861  | 1866  | 1872  | 1876  | 1881 | 1886 | 1891 | 1896 |
| ---- | ----- | ----- | ----- | ----- | ---- | ---- | ---- | ---- |
| 918  | 1 026 | 1 067 | 1 029 | 1 026 | 952  | 944  | 913  | 922  |

| 1901 | 1906 | 1911 | 1921 | 1926 | 1931 | 1936 | 1946 | 1954 |
| ---- | ---- | ---- | ---- | ---- | ---- | ---- | ---- | ---- |
| 861  | 768  | 688  | 570  | 530  | 513  | 500  | 465  | 402  |

| 1962 | 1968 | 1975 | 1982 | 1990 | 1999 | 2006 | 2008 | 2013 |
| ---- | ---- | ---- | ---- | ---- | ---- | ---- | ---- | ---- |
| 334  | 298  | 294  | 269  | 257  | 215  | 233  | 238  | 234  |

| 2018 | 2022 | - | - | - | - | - | - | - |
| ---- | ---- | - | - | - | - | - | - | - |
| 222  | 236  | - | - | - | - | - | - | - |

### Cultes
Curés
- 1803 - 1804 : Gabriel Esselin[20].

## Culture et patrimoine

### Lieux et monuments

#### L'église Saint-Sernin de Vauban
L'église Saint-Sernin de Vauban est un édifice roman, de la première moitié du XIIe siècle à une seule nef avec jadis un plafond. Voûtée sur croisée d'ogives. Elle a subi des remaniements en 1854. Dans sa continuité elle se compose de deux travées de chœur voûtée en berceau et d'une abside en hémicycle dont le mur a une épaisseur de 1,30 m, voûtée en cul-de-four, comportant trois fenêtres. Les deux travées communiquent entre elles et la nef par de grades arcades en cintre brisé. Elle possède des chapiteaux sculptés très curieux dont certains avec des personnages[réf. nécessaire].
Le clocher à plan carré aux quatre faces identiques, s'élève au-dessus de la première travée du chœur. Il comporte deux étages de baies construits en retrait l'un sur l'autre. Au premier étage, il n'y a qu'une seule baie en plein cintre sur chaque face. A l'étage au-dessus: une baie géminée avec interposition de deux colonnettes. La toiture est pyramidale[réf. nécessaire].
En extérieur on remarque que l'abside comporte deux contreforts plats avec un glacis sans ressaut dans la partie supérieure.

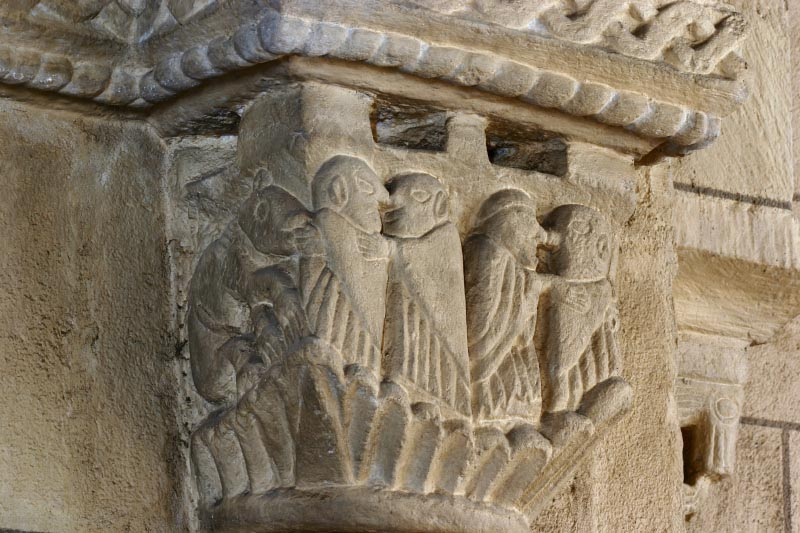
Chapiteau du chœur.
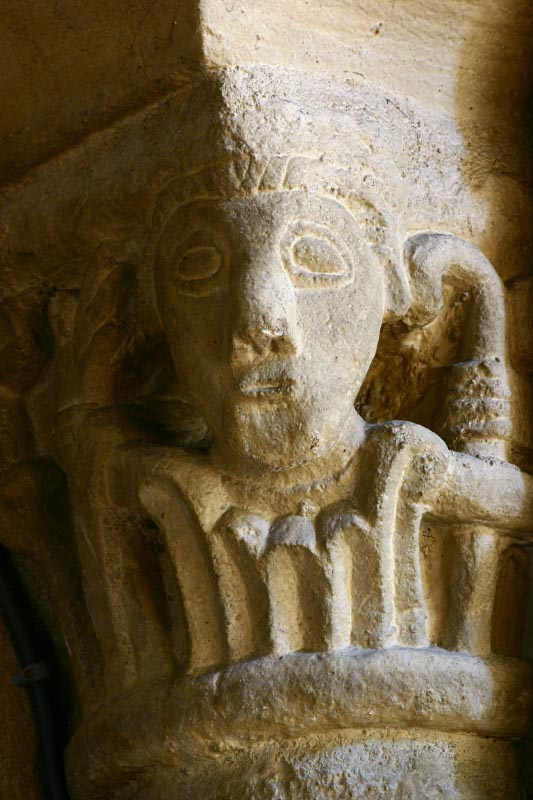
Église : chapiteau du chœur.
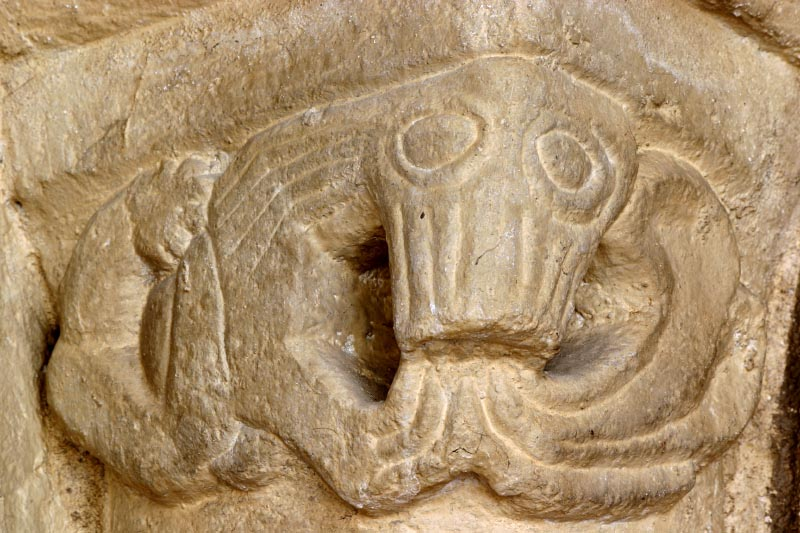
Église : chapiteau du chœur.
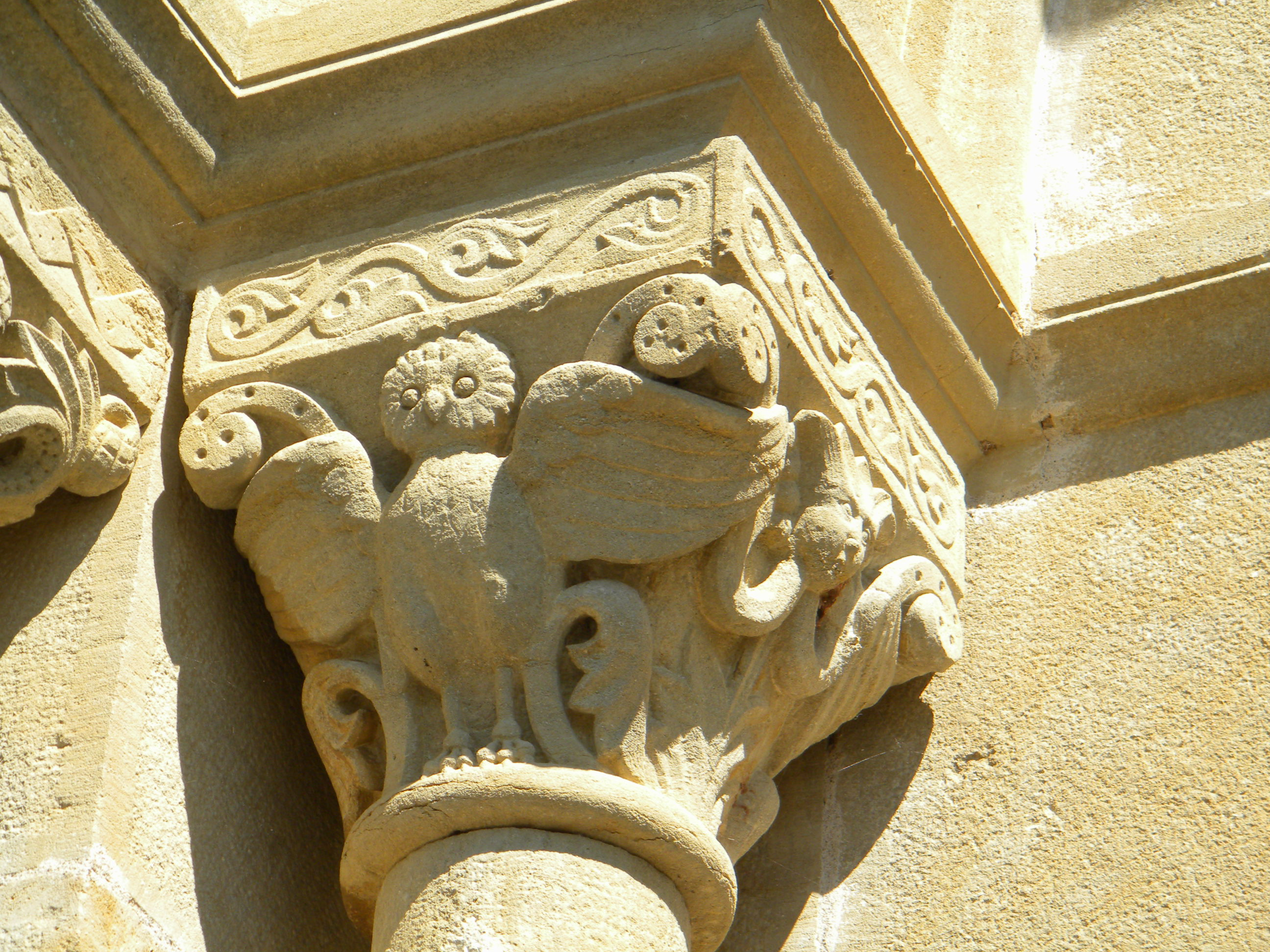
Chapiteau.

## Pour approfondir